# Milano rovente
Milano rovente è un film del 1973, diretto da Umberto Lenzi.
Si tratta del primo poliziottesco diretto da Lenzi, in seguito considerato uno dei maestri del genere. Il film uscì sulla scia del successo dell'ultimo film della trilogia del milieu Il boss, diretto da Fernando Di Leo.

## Trama
Salvatore Cangemi è un siciliano trapiantato a Milano, proprietario di una società di ortofrutta che è in realtà una copertura alla sua vera attività: lo sfruttamento della prostituzione. Si sente il padrone assoluto di Milano, fino a quando non trova la sua migliore "ragazza" affogata nel suo club. L'omicidio è stato commesso da Roger Daverty, detto Le Capitaine, che vorrebbe mettersi in società con lui per far spacciare droga dalle sue prostitute. Inizia così una guerra fra le due bande, in cui la polizia è solo spettatrice. La situazione è in stallo fin quando il compare di Cangemi gli consiglia di rivolgersi a Billy Barone, un boss mafioso italoamericano da poco tornato in Sicilia. Il mafioso accetta, anche se i suoi metodi troppo "ragionati" non vanno bene a Cangemi. Ma alla fine danno i frutti e i mafiosi mettono il francese alle strette. A Cangemi questo però non sembra più interessare perché si è perdutamente innamorato di Jasmina, e compra una sontuosa villa in Costa Azzurra dove vanno a vivere insieme. Le folli spese che affronta per Jasmina fanno ritardare il pagamento delle percentuali, tanto che sia il francese che l'italoamericano se ne lamentano. Ma in realtà Jasmina è solo una prostituta pagata dal francese per fare il doppio gioco. Cangemi se ne accorge e decide di scappare, ma a casa sua arriva la polizia che effettua una perquisizione e trova dell'eroina. Capisce che lo hanno incastrato, ma riesce comunque a fuggire; vuole uccidere il francese, ma lo trova già morto. Viene infine ucciso da Billy Barone e dai suoi compari.

## Distribuzione
Distribuito nei cinema italiani il 23 febbraio 1973, Milano rovente ha incassato complessivamente 631.702.000 lire dell'epoca.
Venne in seguito distribuito anche in Francia, il 26 settembre del 1979 con il titolo La guerre des gangs.
Venne distribuito anche nei mercati anglofoni con il titolo Gang War in Milan.